# Jurij Brězan
Jurij Brězan (9 de juny de 1916 a Räckelwitz/(sòrab Worklecy), Lusàcia - 12 de març de 2006 a Kamenz)/ (sòrab Kamjenc) és considerat un dels escriptors sòrabs més importants del segle xx, que ha escrit tant en sòrab com en alemany. Les seves obres s'han traduït a 25 idiomes.

## Biografia
Brězan estudia a partir de 1928 a l'institut (Gymnasium) de Bautzen (sòrab Budyšin). Començà la carrera d'Economia, però va ser suspès el 1936. Des de 1933 treballa de forma il·legal per a Domowina, l'associació d'associacions sòrabes, i fou actiu en un grup de la resistència sòrab. De 1937 a 1938 va emigrar a Praga. Després de la seva tornada va ser detingut i va estar a la presó de 1938 a 1939. De 1942 a 1944 va ser soldat de l'exèrcit alemany i va acabar com a presoner de l'exèrcit nord-americà. De 1945 a 1948 va ser funcionari de Domowina. El 1946 va ingressar en el partit comunista de la DDR. Des de 1949 treballa per lliure com escriptor. El 1964 es converteix en membre del PEN Club i el 1965 de l'Acadèmia Alemanya de les Arts (Deutsche Akademie der Künste). De 1969 a 1989 va ser vicepresident de l'Associació d'Escriptors de la RDA. Fins a la seva mort, va viure en les proximitats del seu lloc natal Räckelwitz (sòrab Worklecy), a Dreihäuser (sòrab Horni Hajnk).
Brězan va rebre nombrosos premis en la RDA: 
- 1951, 1964 i 1976 el Premi Nacional de la RDA (Nationalpreis der DDR)
- 1973 el Premi de Literatura i Arts de Domowina (Literatur- und Kunstpreis der Domowina)
- 1974 l'Ordre Karl Marx (Karl-Marx-Ordre)
- 1981 l'Ordre als Serveis a la Partia (Vaterländischer Verdienstorden)

## Obra
Moltes de les seves novel·les mostren trets autobiogràfics. La seva obra més coneguda, d'entre aquestes, és la trilogia Der Gymnasiast (L'estudiant, 1959), Semester der verlorenen Zeit (Semestre de temps perdut, 1959) y Mannesjahre (Anys d'home, 1964).
Altres obres s'inspiren de les sagues i contes sòrabs de Oberlausitz. Un personatge que apareix sovint és el mític màgic Krabat, al que Brězan, de forma similiar al que va fer Goethe amb Faust, li fa preguntes sobre la naturalesa de l'home, la societat i el món en general. Krabat apareix per exemple en el conte Die schwarze Mühle (El molí negre) de 1968 i en les novel·les Krabat oder Die Verwandlung der Welt (Krabat o la transformació del món) de 1976 i Krabat oder Die Bewahrung der Welt (Krabat o la conservació del món) de 1993.

### En alemany
- 52 Wochen sind ein Jahr (novel·la, 1953)
- Christa (relats, 1957)
- Der Gymnasiast (novel·la, 1958)
- Das Mädchen Trix und der Ochse Esau (1959)
- Borbas und die Rute Gottes (relats, 1959)
- Semester der verlorenen Zeit (novel·la, 1960)
- Eine Liebesgeschichte (1962)
- Mannesjahre (novel·la, 1964)
- Der Elefant und die Pilze (infantil, 1964)
- Die Reise nach Krakau (1966)
- Die Abenteuer des Kater Mikosch (infantil, 1967)
- Die Schwarze Mühle (relats, 1968)
- Krabat oder Die Verwandlung der Welt (novel·la, 1976)
- Der Brautschmuck (relats, 1979)
- Bild des Vaters (novel·la, 1983)
- Dalmat hat Ferien (infantil, 1985)
- Wie das Lachen auf die Welt kam (relats, 1986)
- Einsichten und Ansichten (1986)
- Geschichten vom Wasser (relats, 1988)
- Mein Stück Zeit (relats autobiogràfics, 1989)
- Bruder Baum und Schwester Lärche (1991)
- Das wunderschöne blaue Pferd (1991)
- Krabat oder Die Bewahrung der Welt (novel·la, 1993)
- Rifko - aus dem Tagebuch eines Dackels (infantil, 1994)
- Die Leute von Salow (novel·la, 1997)
- Ohne Pass und Zoll (relats autobiogràfics, 1999)
- Die grüne Eidechse (novel·la, 2001)
- Hunds Tagebuch (relats, 2001)

### En sòrab
- Mjez Čornobom a Błótami  (Entre la muntanya Czorneboh i el Spreewald),
- Do noweho časa (Cap al nou temps, 1950)
- Swět budźe rjeńši (El món serà bonic, 1952)
- Naš wšědny dźeń (El nostre dia de treball, 1955)
- Započatki (Començaments, 1955)
- Lubosć (Amor, 1959)
- Stara Jančowa (La vella Jančowa, 1951)
- Feliks Hanuš. Generacija horkich nazhonjenjow (Feliks Hanusz. Una generació amb experiències amargues, 1964) trilogia